# Tommaso Allan
Tommaso Allan (* 26. dubna 1993, Vicenza) je ragbista hrající na pozici útokové spojky za francouzský klub Perpignan a italskou reprezentaci. V roce 2021 vyhrál s Bennetonem Pro 14 Rainbow Cup. 
Na MS 2015, MS 2019 i MS 2023 byl hráčem, který si za italskou reprezentaci připsal nejvíce bodů. Také se mu povedlo za Itálii položit nejvíce pětek a získat nejvíce bodů v zápasech Six Nations. Reprezentační premiéru si odbyl v roce 2013 proti Austrálii. Má strýce, co hrál za Skotsko i Jihoafrickou republiku.